# Voleibol de praia nos Jogos Olímpicos de Verão de 2024 - Masculino
O torneio masculino de voleibol de praia nos Jogos Olímpicos de Verão de 2024 foi realizado entre 27 de julho e 10 de agosto de 2024 no temporário Estádio da Torre Eifel, localizado no Campo de Marte, em Paris. Um total de 48 competidores (24 duplas) de 17 Comitês Olímpicos Nacionais (CON) participaram do evento.

## Qualificação
Cada CON poderia classificar até duas duplas no torneio masculino, totalizando 24 conjuntos participantes. As vagas foram distribuídas através do  Campeonato Mundial de 2023, onde a dupla vencedora assegurou uma quota para seu CON; para as 17 duplas com melhor classificação no ranking mundial de junho de 2024, respeitando o limite máximo de duas vagas por CON. As vagas restantes foram atribuídas as cinco vencedoras das finais da Copa Continental (uma por continente), além de uma vaga a França por ser o país anfitrião e teve uma vaga garantida (podendo participar dos eventos de qualificação anteriores para obter uma segunda vaga).

## Formato
Vinte e quatro duplas participaram da competição, sendo divididas em seis grupos de quatro equipes cada. As duas primeiras de cada grupo avançaram a fase final. As duas melhores duplas terceiro colocadas nos grupos também avançaram, e as quatro restantes disputaram uma fase extra de play-offs (lucky loser), para determinar mais duas classificadas, totalizando as 16 duplas nas oitavas de final. A partir dessa etapa, a competição foi realizada em sistema eliminatório direto, com as quartas de final, semifinal e finais para definição das medalhistas.

## Calendário
| FG | Fase de grupos | LL | Lucky loser | OF | Oitavas de final | QF | Quartas de final | SF | Semifinal | B | Disputa pelo bronze | F | Final |

| DataEvento | 27 jul | 28 jul | 29 jul | 30 jul | 31 jul | 1 ago | 2 ago | 3 ago | 3 ago | 4 ago | 5 ago | 6 ago | 7 ago | 8 ago | 9 ago | 10 ago | 10 ago |
| ---------- | ------ | ------ | ------ | ------ | ------ | ----- | ----- | ----- | ----- | ----- | ----- | ----- | ----- | ----- | ----- | ------ | ------ |
| Masculino  | FG     | FG     | FG     | FG     | FG     | FG    | FG    | FG    | LL    | OF    | OF    | QF    | QF    | SF    |       | B      | F      |

## Medalhistas
| Ouro   | SWE David Åhman e Jonatan Hellvig |
| Prata  | GER Nils Ehlers e Clemens Wickler |
| Bronze | NOR Anders Mol e Christian Sørum  |

## Sorteio
O sorteio das 24 duplas em cada um dos seis grupos foi realizado em 28 de junho de 2024 em Paris, na França.
| Grupo A                              | Grupo B                                | Grupo C                              |
| ------------------------------------ | -------------------------------------- | ------------------------------------ |
| SWE David Åhman–Jonatan Hellvig      | NOR Anders Mol–Christian Sørum         | GER Nils Ehlers–Clemens Wickler      |
| ITA Samuele Cottafava–Paolo Nicolai  | NED Steven van de Velde–Matthew Immers | POL Michał Bryl–Bartosz Łosiak       |
| QAT Cherif Younousse–Ahmed Tijan     | ITA Alex Ranghieri–Adrian Carambula    | AUS Thomas Hodges–Zachery Schubert   |
| AUS Mark Nicolaidis–Izac Carracher   | CHI Esteban Grimalt–Marco Grimalt      | FRA Rémi Bassereau–Julien Lyneel     |
| Grupo D                              | Grupo E                                | Grupo F                              |
| BRA George Wanderley–André Stein     | CZE Ondřej Perušič–David Schweiner     | FRA Youssef Krou–Arnaud Gauthier-Rat |
| USA Miles Partain–Andrew Benesh      | BRA Evandro Gonçalves–Arthur Lanci     | NED Stefan Boermans–Yorick de Groot  |
| CUB Noslen Díaz–Jorge Alayo          | AUT Julian Hörl–Alexander Horst        | ESP Pablo Herrera–Adrián Gavira      |
| MAR Mohamed Abicha–Zouheir El Graoui | CAN Sam Schachter–Daniel Dearing       | USA Miles Evans–Chase Budinger       |

## Árbitros
Os seguintes árbitros foram selecionados para a competição.
- ARG Osvaldo Sumavil
- BRA Giseli Amantino
- CAN Brian Hiebert
- CHN Wang Lijun
- COL Juan Carlos Saavedra
- ESP José María Padrón
- FRA Sylvain Druart
- GRE Charalampos Papadogoulas
- ITA Davide Crescentini
- JPN Mariko Satomi
- POL Agnieszka Myszkowska
- POR Rui Carvalho
- RSA Giovanni Bake
- RWA Jean Mukundiyukuri
- SRB Robert Leko
- USA Brig Beatie

## Fase de grupos
As duas primeiras duplas de cada grupo e as duas melhores terceiras dentre todos os grupos seguiram diretamente às oitavas de final, enquanto as restantes terceiras disputaram os play-offs (lucky losers).
|  | Classificadas para as oitavas de final         |
|  | Classificadas para os play-offs (lucky losers) |

Todas as partidas seguem o fuso horário local (UTC+2).

### Grupo A
|     |                          |     | Jogos | Jogos | Jogos | Sets | Sets | Sets  | Pontos | Pontos | Pontos |
| Pos | Equipe                   | Pts | T     | V     | D     | V    | P    | R     | V      | P      | R      |
| --- | ------------------------ | --- | ----- | ----- | ----- | ---- | ---- | ----- | ------ | ------ | ------ |
| 1   | QAT Cherif–Ahmed         | 6   | 3     | 3     | 0     | 6    | 1    | 6.000 | 140    | 127    | 1.102  |
| 2   | ITA Cottafava–Nicolai    | 5   | 3     | 2     | 1     | 4    | 2    | 2.000 | 124    | 118    | 1.051  |
| 3   | SWE Åhman–Hellvig        | 4   | 3     | 1     | 2     | 4    | 3    | 1.333 | 139    | 134    | 1.037  |
| 4   | AUS Nicolaidis–Carracher | 3   | 3     | 0     | 3     | 0    | 6    | 0.000 | 102    | 126    | 0.810  |

Fonte: FIVB
| 27 de julho 15:00 Relatório | SWE Åhman–Hellvig | 2–0         | AUS Nicolaidis–Carracher | Estádio da Torre Eiffel, Paris Público: 10 516 Árbitro(s): CAN Brian Hiebert SRB Robert Leko |
| 27 de julho 15:00 Relatório | 21                | Set 1 Set 2 | 14 19                    | Estádio da Torre Eiffel, Paris Público: 10 516 Árbitro(s): CAN Brian Hiebert SRB Robert Leko |

| 27 de julho 23:00 Relatório | ITA Cottafava–Nicolai | 0–2         | QAT Cherif–Ahmed | Estádio da Torre Eiffel, Paris Público: 10 314 Árbitro(s): USA Brigham Beatie CHN Wang Lijun |
| 27 de julho 23:00 Relatório | 19 18                 | Set 1 Set 2 | 21               | Estádio da Torre Eiffel, Paris Público: 10 314 Árbitro(s): USA Brigham Beatie CHN Wang Lijun |

| 29 de julho 09:00 Relatório | ITA Cottafava–Nicolai | 2–0         | AUS Nicolaidis–Carracher | Estádio da Torre Eiffel, Paris Público: 8 651 Árbitro(s): ESP José Padron RWA Jean Mukundiyukuri |
| 29 de julho 09:00 Relatório | 21                    | Set 1 Set 2 | 19 18                    | Estádio da Torre Eiffel, Paris Público: 8 651 Árbitro(s): ESP José Padron RWA Jean Mukundiyukuri |

| 29 de julho 20:00 Relatório | SWE Åhman–Hellvig | 1–2               | QAT Cherif–Ahmed | Estádio da Torre Eiffel, Paris Público: 10 023 Árbitro(s): ARG Osvaldo Sumavil CHN Wang Lijun |
| 29 de julho 20:00 Relatório | 21 19 18          | Set 1 Set 2 Set 3 | 15 21 20         | Estádio da Torre Eiffel, Paris Público: 10 023 Árbitro(s): ARG Osvaldo Sumavil CHN Wang Lijun |

| 1 de agosto 10:00 Relatório | QAT Cherif–Ahmed | 2–0         | AUS Nicolaidis–Carracher | Estádio da Torre Eiffel, Paris Público: 9 949 Árbitro(s): POR Rui Carvalho ITA Davide Crescentini |
| 1 de agosto 10:00 Relatório | 21               | Set 1 Set 2 | 14 18                    | Estádio da Torre Eiffel, Paris Público: 9 949 Árbitro(s): POR Rui Carvalho ITA Davide Crescentini |

| 17 de agosto 10:00 Relatório | SWE Åhman–Hellvig | 0–2         | ITA Cottafava–Nicolai | Estádio da Torre Eiffel, Paris Público: 10 808 Árbitro(s): USA Brigham Beatie COL Juan Saavedra |
| 17 de agosto 10:00 Relatório | 22 17             | Set 1 Set 2 | 24 21                 | Estádio da Torre Eiffel, Paris Público: 10 808 Árbitro(s): USA Brigham Beatie COL Juan Saavedra |

### Grupo B
|     |                           |     | Jogos | Jogos | Jogos | Sets | Sets | Sets  | Pontos | Pontos | Pontos |
| Pos | Equipe                    | Pts | T     | V     | D     | V    | P    | R     | V      | P      | R      |
| --- | ------------------------- | --- | ----- | ----- | ----- | ---- | ---- | ----- | ------ | ------ | ------ |
| 1   | NOR Mol–Sørum             | 6   | 3     | 3     | 0     | 6    | 0    | MAX   | 126    | 92     | 1.370  |
| 2   | NED Van de Velde–Immers   | 4   | 3     | 1     | 2     | 3    | 4    | 0.750 | 131    | 133    | 0.985  |
| 3   | CHI E. Grimalt–M. Grimalt | 4   | 3     | 1     | 2     | 2    | 4    | 0.500 | 109    | 120    | 0.908  |
| 4   | ITA Ranghieri–Carambula   | 4   | 3     | 1     | 2     | 2    | 5    | 0.400 | 119    | 140    | 0.850  |

Fonte: FIVB
| 28 de julho 10:00 Relatório | NED Van de Velde–Immers | 1–2               | ITA Ranghieri–Carambula | Estádio da Torre Eiffel, Paris Público: 10 149 Árbitro(s): SRB Robert Leko RWA Jean Mukundiyukuri |
| 28 de julho 10:00 Relatório | 20 21 13                | Set 1 Set 2 Set 3 | 22 19 15                | Estádio da Torre Eiffel, Paris Público: 10 149 Árbitro(s): SRB Robert Leko RWA Jean Mukundiyukuri |

| 28 de julho 21:00 Relatório | NOR Mol–Sørum | 2–0         | CHI E. Grimalt–M. Grimalt | Estádio da Torre Eiffel, Paris Público: 10 402 Árbitro(s): USA Brigham Beatie BRA Giseli Amantino |
| 28 de julho 21:00 Relatório | 21            | Set 1 Set 2 | 14 16                     | Estádio da Torre Eiffel, Paris Público: 10 402 Árbitro(s): USA Brigham Beatie BRA Giseli Amantino |

| 31 de julho 16:00 Relatório | NED Van de Velde–Immers | 2–0         | CHI E. Grimalt–M. Grimalt | Estádio da Torre Eiffel, Paris Público: 10 606 Árbitro(s): ARG Osvaldo Sumavil USA Brigham Beatie |
| 31 de julho 16:00 Relatório | 21                      | Set 1 Set 2 | 19 16                     | Estádio da Torre Eiffel, Paris Público: 10 606 Árbitro(s): ARG Osvaldo Sumavil USA Brigham Beatie |

| 31 de julho 22:00 Relatório | NOR Mol–Sørum | 2–0         | ITA Ranghieri–Carambula | Estádio da Torre Eiffel, Paris Público: 10 666 Árbitro(s): CHN Wang Lijun CAN Brian Hiebert |
| 31 de julho 22:00 Relatório | 21            | Set 1 Set 2 | 12 15                   | Estádio da Torre Eiffel, Paris Público: 10 666 Árbitro(s): CHN Wang Lijun CAN Brian Hiebert |

| 2 de agosto 10:00 Relatório | ITA Ranghieri–Carambula | 0–2         | CHI E. Grimalt–M. Grimalt | Estádio da Torre Eiffel, Paris Público: 10 201 Árbitro(s): POR Rui Carvalho CAN Brian Hiebert |
| 2 de agosto 10:00 Relatório | 15 21                   | Set 1 Set 2 | 21 23                     | Estádio da Torre Eiffel, Paris Público: 10 201 Árbitro(s): POR Rui Carvalho CAN Brian Hiebert |

| 2 de agosto 20:00 Relatório | NOR Mol–Sørum | 2–0         | NED Van de Velde–Immers | Estádio da Torre Eiffel, Paris Público: 9 944 Árbitro(s): COL Juan Saavedra POL Agnieszka Myszkowska |
| 2 de agosto 20:00 Relatório | 21            | Set 1 Set 2 | 16 19                   | Estádio da Torre Eiffel, Paris Público: 9 944 Árbitro(s): COL Juan Saavedra POL Agnieszka Myszkowska |

### Grupo C
|     |                      |     | Jogos | Jogos | Jogos | Sets | Sets | Sets  | Pontos | Pontos | Pontos |
| Pos | Equipe               | Pts | T     | V     | D     | V    | P    | R     | V      | P      | R      |
| --- | -------------------- | --- | ----- | ----- | ----- | ---- | ---- | ----- | ------ | ------ | ------ |
| 1   | GER Ehlers–Wickler   | 6   | 3     | 3     | 0     | 6    | 1    | 6.000 | 140    | 122    | 1.148  |
| 2   | POL Bryl–Łosiak      | 5   | 3     | 2     | 1     | 4    | 2    | 2.000 | 118    | 107    | 1.103  |
| 3   | AUS Hodges–Schubert  | 4   | 3     | 1     | 2     | 3    | 4    | 0.750 | 131    | 134    | 0.978  |
| 4   | FRA Bassereau–Lyneel | 3   | 3     | 0     | 3     | 0    | 6    | 0.000 | 101    | 127    | 0.795  |

Fonte: FIVB
| 30 de julho 09:00 Relatório | POL Bryl–Łosiak | 2–0         | AUS Hodges–Schubert | Estádio da Torre Eiffel, Paris Público: 9 591 Árbitro(s): POR Rui Carvalho RWA Jean Mukundiyukuri |
| 30 de julho 09:00 Relatório | 21              | Set 1 Set 2 | 16                  | Estádio da Torre Eiffel, Paris Público: 9 591 Árbitro(s): POR Rui Carvalho RWA Jean Mukundiyukuri |

| 30 de julho 10:00 Relatório | GER Ehlers–Wickler | 2–0         | FRA Bassereau–Lyneel | Estádio da Torre Eiffel, Paris Público: 10 233 Árbitro(s): ESP José Padrón SRB Robert Leko |
| 30 de julho 10:00 Relatório | 21                 | Set 1 Set 2 | 15 17                | Estádio da Torre Eiffel, Paris Público: 10 233 Árbitro(s): ESP José Padrón SRB Robert Leko |

| 1 de agosto 09:00 Relatório | GER Ehlers–Wickler | 2–1               | AUS Hodges–Schubert | Estádio da Torre Eiffel, Paris Público: 7 795 Árbitro(s): SRB Robert Leko RSA Giovanni Bake |
| 1 de agosto 09:00 Relatório | 16 21 19           | Set 1 Set 2 Set 3 | 21 18 17            | Estádio da Torre Eiffel, Paris Público: 7 795 Árbitro(s): SRB Robert Leko RSA Giovanni Bake |

| 1 de agosto 21:00 Relatório | POL Bryl–Łosiak | 2–0         | FRA Bassereau–Lyneel | Estádio da Torre Eiffel, Paris Público: 10 099 Árbitro(s): COL Juan Saavedra CHN Wang Lijun |
| 1 de agosto 21:00 Relatório | 21              | Set 1 Set 2 | 15 18                | Estádio da Torre Eiffel, Paris Público: 10 099 Árbitro(s): COL Juan Saavedra CHN Wang Lijun |

| 3 de agosto 09:00 Relatório | GER Ehlers–Wickler | 2–0         | POL Bryl–Łosiak | Estádio da Torre Eiffel, Paris Público: 8 849 Árbitro(s): GRE Charalampos Papadogoulas FRA Sylvain Druart |
| 3 de agosto 09:00 Relatório | 21                 | Set 1 Set 2 | 19 15           | Estádio da Torre Eiffel, Paris Público: 8 849 Árbitro(s): GRE Charalampos Papadogoulas FRA Sylvain Druart |

| 3 de agosto 10:00 Relatório | AUS Hodges–Schubert | 2–0         | FRA Bassereau–Lyneel | Estádio da Torre Eiffel, Paris Público: 10 525 Árbitro(s): POR Rui Carvalho CAN Brian Hiebert |
| 3 de agosto 10:00 Relatório | 21 22               | Set 1 Set 2 | 16 20                | Estádio da Torre Eiffel, Paris Público: 10 525 Árbitro(s): POR Rui Carvalho CAN Brian Hiebert |

### Grupo D
|     |                      |     | Jogos | Jogos | Jogos | Sets | Sets | Sets  | Pontos | Pontos | Pontos |
| Pos | Equipe               | Pts | T     | V     | D     | V    | P    | R     | V      | P      | R      |
| --- | -------------------- | --- | ----- | ----- | ----- | ---- | ---- | ----- | ------ | ------ | ------ |
| 1   | CUB Díaz–Alayo       | 6   | 3     | 3     | 0     | 6    | 0    | MAX   | 126    | 92     | 1.370  |
| 2   | USA Partain–Benesh   | 5   | 3     | 2     | 1     | 4    | 3    | 1.333 | 135    | 126    | 1.071  |
| 3   | BRA George–André     | 4   | 3     | 1     | 2     | 3    | 4    | 0.750 | 119    | 120    | 0.992  |
| 4   | MAR Abicha–El Graoui | 3   | 3     | 0     | 3     | 0    | 6    | 0.000 | 91     | 133    | 0.684  |

Fonte: FIVB
| 27 de julho 14:00 Relatório | USA Partain–Benesh | 0–2         | CUB Díaz–Alayo | Estádio da Torre Eiffel, Paris Público: 10 516 Árbitro(s): ITA Davide Crescentini RSA Giovanni Bake |
| 27 de julho 14:00 Relatório | 18                 | Set 1 Set 2 | 21             | Estádio da Torre Eiffel, Paris Público: 10 516 Árbitro(s): ITA Davide Crescentini RSA Giovanni Bake |

| 27 de julho 19:00 Relatório | BRA George–André | 2–0         | MAR Abicha–El Graoui | Estádio da Torre Eiffel, Paris Público: 10 250 Árbitro(s): FRA Sylvain Druart GRE Charalampos Papadogoulas |
| 27 de julho 19:00 Relatório | 21               | Set 1 Set 2 | 18 10                | Estádio da Torre Eiffel, Paris Público: 10 250 Árbitro(s): FRA Sylvain Druart GRE Charalampos Papadogoulas |

| 30 de julho 12:00 Relatório | BRA George–André | 0–2         | CUB Díaz–Alayo | Estádio da Torre Eiffel, Paris Público: 10 590 Árbitro(s): GRE Charalampos Papadogoulas JPN Mariko Satomi |
| 30 de julho 12:00 Relatório | 13 18            | Set 1 Set 2 | 21             | Estádio da Torre Eiffel, Paris Público: 10 590 Árbitro(s): GRE Charalampos Papadogoulas JPN Mariko Satomi |

| 30 de julho 15:00 Relatório | USA Partain–Benesh | 2–0         | MAR Abicha–El Graoui | Estádio da Torre Eiffel, Paris Público: 10 226 Árbitro(s): RWA Jean Mukundiyukuri SRB Robert Leko |
| 30 de julho 15:00 Relatório | 21 28              | Set 1 Set 2 | 12 26                | Estádio da Torre Eiffel, Paris Público: 10 226 Árbitro(s): RWA Jean Mukundiyukuri SRB Robert Leko |

| 1 de agosto 12:00 Relatório | CUB Díaz–Alayo | 2–0         | MAR Abicha–El Graoui | Estádio da Torre Eiffel, Paris Público: 10 697 Árbitro(s): RSA Giovanni Bake JPN Mariko Satomi |
| 1 de agosto 12:00 Relatório | 21             | Set 1 Set 2 | 14 11                | Estádio da Torre Eiffel, Paris Público: 10 697 Árbitro(s): RSA Giovanni Bake JPN Mariko Satomi |

| 1 de agosto 15:00 Relatório | BRA George–André | 1–2               | USA Partain–Benesh | Estádio da Torre Eiffel, Paris Público: 10 107 Árbitro(s): GRE Charalampos Papadogoulas ITA Davide Crescentini |
| 1 de agosto 15:00 Relatório | 17 21 8          | Set 1 Set 2 Set 3 | 21 14 15           | Estádio da Torre Eiffel, Paris Público: 10 107 Árbitro(s): GRE Charalampos Papadogoulas ITA Davide Crescentini |

### Grupo E
|     |                       |     | Jogos | Jogos | Jogos | Sets | Sets | Sets  | Pontos | Pontos | Pontos |
| Pos | Equipe                | Pts | T     | V     | D     | V    | P    | R     | V      | P      | R      |
| --- | --------------------- | --- | ----- | ----- | ----- | ---- | ---- | ----- | ------ | ------ | ------ |
| 1   | BRA Evandro–Arthur    | 6   | 3     | 3     | 0     | 6    | 0    | MAX   | 126    | 100    | 1.260  |
| 2   | CZE Perušič–Schweiner | 5   | 3     | 2     | 1     | 4    | 2    | 2.000 | 118    | 109    | 1.083  |
| 3   | CAN Schachter–Dearing | 4   | 3     | 1     | 2     | 2    | 4    | 0.500 | 107    | 115    | 0.930  |
| 4   | AUT Hörl–Horst        | 3   | 3     | 0     | 3     | 0    | 6    | 0.000 | 99     | 126    | 0.786  |

Fonte: FIVB
| 28 de julho 17:00 Relatório | CZE Perušič–Schweiner | 2–0         | CAN Schachter–Dearing | Estádio da Torre Eiffel, Paris Público: 10 779 Árbitro(s): CHN Wang Lijun ARG Osvaldo Sumavil |
| 28 de julho 17:00 Relatório | 21                    | Set 1 Set 2 | 17 19                 | Estádio da Torre Eiffel, Paris Público: 10 779 Árbitro(s): CHN Wang Lijun ARG Osvaldo Sumavil |

| 28 de julho 20:00 Relatório | BRA Evandro–Arthur | 2–0         | AUT Hörl–Horst | Estádio da Torre Eiffel, Paris Público: 6 092 Árbitro(s): CAN Brian Hiebert FRA Sylvain Druart |
| 28 de julho 20:00 Relatório | 21                 | Set 1 Set 2 | 18 19          | Estádio da Torre Eiffel, Paris Público: 6 092 Árbitro(s): CAN Brian Hiebert FRA Sylvain Druart |

| 31 de julho 09:00 Relatório | CZE Perušič–Schweiner | 2–0         | AUT Hörl–Horst | Estádio da Torre Eiffel, Paris Público: 8 829 Árbitro(s): GRE Charalampos Papadogulas ESP José Padron |
| 31 de julho 09:00 Relatório | 21                    | Set 1 Set 2 | 18 13          | Estádio da Torre Eiffel, Paris Público: 8 829 Árbitro(s): GRE Charalampos Papadogulas ESP José Padron |

| 31 de julho 20:00 Relatório | BRA Evandro–Arthur | 2–0         | CAN Schachter–Dearing | Estádio da Torre Eiffel, Paris Público: 9 585 Árbitro(s): COL Juan Saavedra FRA Sylvain Druart |
| 31 de julho 20:00 Relatório | 21                 | Set 1 Set 2 | 13 16                 | Estádio da Torre Eiffel, Paris Público: 9 585 Árbitro(s): COL Juan Saavedra FRA Sylvain Druart |

| 2 de agosto 11:00 Relatório | AUT Hörl–Horst | 0–2         | CAN Schachter–Dearing | Estádio da Torre Eiffel, Paris Público: 10 640 Árbitro(s): ITA Davide Crescentini FRA Sylvain Druart |
| 2 de agosto 11:00 Relatório | 16 15          | Set 1 Set 2 | 21                    | Estádio da Torre Eiffel, Paris Público: 10 640 Árbitro(s): ITA Davide Crescentini FRA Sylvain Druart |

| 2 de agosto 21:00 Relatório | CZE Perušič–Schweiner | 0–2         | BRA Evandro–Arthur | Estádio da Torre Eiffel, Paris Público: 10 797 Árbitro(s): ESP José Padron RWA Jean Mukundiyukuri |
| 2 de agosto 21:00 Relatório | 18 16                 | Set 1 Set 2 | 21                 | Estádio da Torre Eiffel, Paris Público: 10 797 Árbitro(s): ESP José Padron RWA Jean Mukundiyukuri |

### Grupo F
|     |                       |     | Jogos | Jogos | Jogos | Sets | Sets | Sets  | Pontos | Pontos | Pontos |
| Pos | Equipe                | Pts | T     | V     | D     | V    | P    | R     | V      | P      | R      |
| --- | --------------------- | --- | ----- | ----- | ----- | ---- | ---- | ----- | ------ | ------ | ------ |
| 1   | NED Boermans–De Groot | 6   | 3     | 3     | 0     | 6    | 0    | MAX   | 126    | 89     | 1.416  |
| 2   | ESP Herrera–Gavira    | 5   | 3     | 2     | 1     | 4    | 3    | 1.333 | 131    | 123    | 1.065  |
| 3   | USA Evans–Budinger    | 4   | 3     | 1     | 2     | 2    | 4    | 0.500 | 99     | 109    | 0.908  |
| 4   | FRA Krou–Gauthier-Rat | 3   | 3     | 0     | 3     | 1    | 6    | 0.167 | 108    | 143    | 0.755  |

Fonte: FIVB
| 29 de julho 10:00 Relatório | NED Boermans–De Groot | 2–0         | ESP Herrera–Gavira | Estádio da Torre Eiffel, Paris Público: 10 732 Árbitro(s): COL Juan Saavedra GRE Charalampos Papadogoulas |
| 29 de julho 10:00 Relatório | 21                    | Set 1 Set 2 | 15                 | Estádio da Torre Eiffel, Paris Público: 10 732 Árbitro(s): COL Juan Saavedra GRE Charalampos Papadogoulas |

| 29 de julho 16:00 Relatório | FRA Krou–Gauthier-Rat | 0–2         | USA Evans–Budinger | Estádio da Torre Eiffel, Paris Público: 10 820 Árbitro(s): ITA Davide Crescentini CAN Brian Hiebert |
| 29 de julho 16:00 Relatório | 14 11                 | Set 1 Set 2 | 21                 | Estádio da Torre Eiffel, Paris Público: 10 820 Árbitro(s): ITA Davide Crescentini CAN Brian Hiebert |

| 30 de julho 17:00 Relatório | FRA Krou–Gauthier-Rat | 1–2               | ESP Herrera–Gavira | Estádio da Torre Eiffel, Paris Público: 10 854 Árbitro(s): USA Brigham Beatie BRA Giseli Amantino |
| 30 de julho 17:00 Relatório | 21 23 8               | Set 1 Set 2 Set 3 | 23 21 15           | Estádio da Torre Eiffel, Paris Público: 10 854 Árbitro(s): USA Brigham Beatie BRA Giseli Amantino |

| 30 de julho 20:00 Relatório | NED Boermans–De Groot | 2–0         | USA Evans–Budinger | Estádio da Torre Eiffel, Paris Público: 10 329 Árbitro(s): CAN Brian Hiebert ARG Osvaldo Sumavil |
| 30 de julho 20:00 Relatório | 21                    | Set 1 Set 2 | 13 15              | Estádio da Torre Eiffel, Paris Público: 10 329 Árbitro(s): CAN Brian Hiebert ARG Osvaldo Sumavil |

| 2 de agosto 15:00 Relatório | ESP Herrera–Gavira | 2–0         | USA Evans–Budinger | Estádio da Torre Eiffel, Paris Público: 10 073 Árbitro(s): GRE Charalampos Papadogoulas FRA Sylvain Druar |
| 2 de agosto 15:00 Relatório | 21                 | Set 1 Set 2 | 18 11              | Estádio da Torre Eiffel, Paris Público: 10 073 Árbitro(s): GRE Charalampos Papadogoulas FRA Sylvain Druar |

| 2 de agosto 16:00 Relatório | FRA Krou–Gauthier-Rat | 0–2         | NED Boermans–De Groot | Estádio da Torre Eiffel, Paris Público: 10 767 Árbitro(s): ARG Osvaldo Sumavil USA Brigham Beatie |
| 2 de agosto 16:00 Relatório | 15 16                 | Set 1 Set 2 | 21                    | Estádio da Torre Eiffel, Paris Público: 10 767 Árbitro(s): ARG Osvaldo Sumavil USA Brigham Beatie |

### Play-offs
|  | Classificadas para as oitavas de final         |
|  | Classificadas para os play-offs (lucky losers) |

|     |                           |     | Jogos | Jogos | Jogos | Sets | Sets | Sets  | Pontos | Pontos | Pontos |
| Pos | Equipe                    | Pts | T     | V     | D     | V    | P    | R     | V      | P      | R      |
| --- | ------------------------- | --- | ----- | ----- | ----- | ---- | ---- | ----- | ------ | ------ | ------ |
| 1   | SWE Åhman–Hellvig         | 4   | 3     | 1     | 2     | 4    | 3    | 1.333 | 139    | 134    | 1.037  |
| 2   | BRA George–André          | 4   | 3     | 1     | 2     | 3    | 4    | 0.750 | 119    | 120    | 0.992  |
| 3   | AUS Hodges–Schubert       | 4   | 3     | 1     | 2     | 3    | 4    | 0.750 | 131    | 134    | 0.978  |
| 4   | CAN Schachter–Dearing     | 4   | 3     | 1     | 2     | 2    | 4    | 0.500 | 107    | 115    | 0.930  |
| 5   | CHI E. Grimalt–M. Grimalt | 4   | 3     | 1     | 2     | 2    | 4    | 0.500 | 109    | 120    | 0.908  |
| 6   | USA Evans–Budinger        | 4   | 3     | 1     | 2     | 2    | 4    | 0.500 | 99     | 109    | 0.908  |

Fonte: FIVB
| 3 de agosto 18:00 Relatório | CAN Schachter–Dearing | 0–2 (ret.)  | CHI E. Grimalt–M. Grimalt | Estádio da Torre Eiffel, Paris Público: 10 659 Árbitro(s): ESP José Padron ARG Osvaldo Sumavil |
| 3 de agosto 18:00 Relatório | 1 0                   | Set 1 Set 2 | 21                        | Estádio da Torre Eiffel, Paris Público: 10 659 Árbitro(s): ESP José Padron ARG Osvaldo Sumavil |

| 3 de agosto 23:00 Relatório | AUS Hodges–Schubert | 0–2         | USA Evans–Budinger | Estádio da Torre Eiffel, Paris Público: 10 852 Árbitro(s): ESP José Padron RWA Jean Mukundiyukuri |
| 3 de agosto 23:00 Relatório | 19 17               | Set 1 Set 2 | 21                 | Estádio da Torre Eiffel, Paris Público: 10 852 Árbitro(s): ESP José Padron RWA Jean Mukundiyukuri |

## Fase final

### Chaveamento
|  | Oitavas de final          | Oitavas de final      |                    |   | Quartas de final    | Quartas de final    |              |              | Semifinais | Semifinais |  |  | Final | Final |
|  |                           |                       |                    |   |                     |                     |              |              |            |            |  |  |       |       |
|  | 5 de agosto               |                       |                    |   |                     |                     |              |              |            |            |  |  |       |       |
|  |                           |                       |                    |   |                     |                     |              |              |            |            |  |  |       |       |
|  | QAT Cherif–Ahmed          | 2                     |                    |   |                     |                     |              |              |            |            |  |  |       |       |
|  | QAT Cherif–Ahmed          | 2                     | 7 de agosto        |   |                     |                     |              |              |            |            |  |  |       |       |
|  | CHI E. Grimalt–M. Grimalt | 0                     |                    |   |                     |                     |              |              |            |            |  |  |       |       |
|  | CHI E. Grimalt–M. Grimalt | 0                     | QAT Cherif–Ahmed   | 2 |                     |                     |              |              |            |            |  |  |       |       |
|  | 5 de agosto               |                       | QAT Cherif–Ahmed   | 2 |                     |                     |              |              |            |            |  |  |       |       |
|  |                           | USA Partain–Benesh    | 0                  |   |                     |                     |              |              |            |            |  |  |       |       |
|  | USA Partain–Benesh        | USA Partain–Benesh    | 0                  | 2 |                     |                     |              |              |            |            |  |  |       |       |
|  | USA Partain–Benesh        |                       | 8 de agosto        | 2 |                     |                     |              |              |            |            |  |  |       |       |
|  | ITA Cottafava–Nicolai     | 0                     |                    |   |                     |                     |              |              |            |            |  |  |       |       |
|  | ITA Cottafava–Nicolai     | 0                     | QAT Cherif–Ahmed   | 0 |                     |                     |              |              |            |            |  |  |       |       |
|  | 4 de agosto               |                       | QAT Cherif–Ahmed   | 0 |                     |                     |              |              |            |            |  |  |       |       |
|  |                           | SWE Åhman–Hellvig     | 2                  |   |                     |                     |              |              |            |            |  |  |       |       |
|  | BRA Evandro–Arthur        | SWE Åhman–Hellvig     | 2                  | 2 |                     |                     |              |              |            |            |  |  |       |       |
|  | BRA Evandro–Arthur        | 6 de agosto           |                    | 2 |                     |                     |              |              |            |            |  |  |       |       |
|  | NED van de Velde–Immers   | 0                     |                    |   |                     |                     |              |              |            |            |  |  |       |       |
|  | NED van de Velde–Immers   | 0                     | BRA Evandro–Arthur | 0 |                     |                     |              |              |            |            |  |  |       |       |
|  | 4 de agosto               |                       | BRA Evandro–Arthur | 0 |                     |                     |              |              |            |            |  |  |       |       |
|  |                           | SWE Åhman–Hellvig     | 2                  |   |                     |                     |              |              |            |            |  |  |       |       |
|  | SWE Åhman–Hellvig         | SWE Åhman–Hellvig     | 2                  | 2 |                     |                     |              |              |            |            |  |  |       |       |
|  | SWE Åhman–Hellvig         |                       | 10 de agosto       | 2 |                     |                     |              |              |            |            |  |  |       |       |
|  | CUB Díaz–Alayo            | 1                     |                    |   |                     |                     |              |              |            |            |  |  |       |       |
|  | CUB Díaz–Alayo            | 1                     | SWE Åhman–Hellvig  | 2 |                     |                     |              |              |            |            |  |  |       |       |
|  | 4 de agosto               |                       | SWE Åhman–Hellvig  | 2 |                     |                     |              |              |            |            |  |  |       |       |
|  |                           | GER Ehlers–Wickler    | 0                  |   |                     |                     |              |              |            |            |  |  |       |       |
|  | GER Ehlers–Wickler        | GER Ehlers–Wickler    | 0                  | 2 |                     |                     |              |              |            |            |  |  |       |       |
|  | GER Ehlers–Wickler        | 6 de agosto           |                    | 2 |                     |                     |              |              |            |            |  |  |       |       |
|  | BRA George–André          | 0                     |                    |   |                     |                     |              |              |            |            |  |  |       |       |
|  | BRA George–André          | 0                     | GER Ehlers–Wickler | 2 |                     |                     |              |              |            |            |  |  |       |       |
|  | 4 de agosto               |                       | GER Ehlers–Wickler | 2 |                     |                     |              |              |            |            |  |  |       |       |
|  |                           | NED Boermans–de Groot | 0                  |   |                     |                     |              |              |            |            |  |  |       |       |
|  | CZE Perušič–Schweiner     | NED Boermans–de Groot | 0                  | 0 |                     |                     |              |              |            |            |  |  |       |       |
|  | CZE Perušič–Schweiner     |                       | 8 de agosto        | 0 |                     |                     |              |              |            |            |  |  |       |       |
|  | NED Boermans–de Groot     | 2                     |                    |   |                     |                     |              |              |            |            |  |  |       |       |
|  | NED Boermans–de Groot     | 2                     | GER Ehlers–Wickler | 2 |                     |                     |              |              |            |            |  |  |       |       |
|  | 5 de agosto               |                       | GER Ehlers–Wickler | 2 |                     |                     |              |              |            |            |  |  |       |       |
|  |                           | NOR Mol–Sørum         | 1                  |   | Disputa pelo bronze | Disputa pelo bronze |              |              |            |            |  |  |       |       |
|  | POL Bryl–Łosiak           | NOR Mol–Sørum         | 1                  | 0 | Disputa pelo bronze | Disputa pelo bronze |              |              |            |            |  |  |       |       |
|  | POL Bryl–Łosiak           | 7 de agosto           | 7 de agosto        | 0 |                     |                     | 10 de agosto | 10 de agosto |            |            |  |  |       |       |
|  | ESP Herrera–Gavira        | 7 de agosto           | 7 de agosto        | 2 |                     |                     | 10 de agosto | 10 de agosto |            |            |  |  |       |       |
|  | ESP Herrera–Gavira        | ESP Herrera–Gavira    | 0                  | 2 | QAT Cherif–Ahmed    | 0                   |              |              |            |            |  |  |       |       |
|  | 5 de agosto               | ESP Herrera–Gavira    | 0                  |   | QAT Cherif–Ahmed    | 0                   |              |              |            |            |  |  |       |       |
|  |                           | NOR Mol–Sørum         | 2                  |   | NOR Mol–Sørum       | 2                   |              |              |            |            |  |  |       |       |
|  | USA Evans–Budinger        | NOR Mol–Sørum         | 2                  | 0 | NOR Mol–Sørum       | 2                   |              |              |            |            |  |  |       |       |
|  | USA Evans–Budinger        |                       |                    | 0 |                     |                     |              |              |            |            |  |  |       |       |
|  | NOR Mol–Sørum             | 2                     |                    |   |                     |                     |              |              |            |            |  |  |       |       |
|  | NOR Mol–Sørum             | 2                     |                    |   |                     |                     |              |              |            |            |  |  |       |       |

### Oitavas de final
| 4 de agosto 10:00 Relatório | GER Ehlers–Wickler | 2–0         | BRA George–André | Estádio da Torre Eiffel, Paris Público: 10 638 Árbitro(s): CAN Brian Hiebert POR Rui Carvalho |
| 4 de agosto 10:00 Relatório | 21                 | Set 1 Set 2 | 16 17            | Estádio da Torre Eiffel, Paris Público: 10 638 Árbitro(s): CAN Brian Hiebert POR Rui Carvalho |

| 4 de agosto 13:00 Relatório | CZE Perušič–Schweiner | 0–2         | NED Boermans–De Groot | Estádio da Torre Eiffel, Paris Público: 10 434 Árbitro(s): ITA Davide Crescentini FRA Sylvain Druart |
| 4 de agosto 13:00 Relatório | 18 16                 | Set 1 Set 2 | 21                    | Estádio da Torre Eiffel, Paris Público: 10 434 Árbitro(s): ITA Davide Crescentini FRA Sylvain Druart |

| 4 de agosto 14:00 Relatório | SWE Åhman–Hellvig | 2–1               | CUB Díaz–Alayo | Estádio da Torre Eiffel, Paris Público: 10 767 Árbitro(s): GRE Charalampos Papadogoulas CAN Brian Hiebert |
| 4 de agosto 14:00 Relatório | 21 26 15          | Set 1 Set 2 Set 3 | 11 28 11       | Estádio da Torre Eiffel, Paris Público: 10 767 Árbitro(s): GRE Charalampos Papadogoulas CAN Brian Hiebert |

| 4 de agosto 21:00 Relatório | BRA Evandro–Arthur | 2–0         | NED Van de Velde–Immers | Estádio da Torre Eiffel, Paris Público: 10 559 Árbitro(s): ARG Osvaldo Sumavil ESP José Padron |
| 4 de agosto 21:00 Relatório | 21                 | Set 1 Set 2 | 16                      | Estádio da Torre Eiffel, Paris Público: 10 559 Árbitro(s): ARG Osvaldo Sumavil ESP José Padron |

| 5 de agosto 10:00 Relatório | POL Bryl–Łosiak | 0–2         | ESP Herrera–Gavira | Estádio da Torre Eiffel, Paris Público: 10 705 Árbitro(s): CAN Brian Hiebert SRB Robert Leko |
| 5 de agosto 10:00 Relatório | 21 18           | Set 1 Set 2 | 23 21              | Estádio da Torre Eiffel, Paris Público: 10 705 Árbitro(s): CAN Brian Hiebert SRB Robert Leko |

| 5 de agosto 14:00 Relatório | USA Evans–Budinger | 0–2         | NOR Mol–Sørum | Estádio da Torre Eiffel, Paris Público: 10 799 Árbitro(s): RSA Giovanni Bake ITA Davide Crescentini |
| 5 de agosto 14:00 Relatório | 16 14              | Set 1 Set 2 | 21            | Estádio da Torre Eiffel, Paris Público: 10 799 Árbitro(s): RSA Giovanni Bake ITA Davide Crescentini |

| 5 de agosto 17:00 Relatório | USA Partain–Benesh | 2–0         | ITA Cottafava–Nicolai | Estádio da Torre Eiffel, Paris Público: 10 105 Árbitro(s): ESP José Padron ARG Osvaldo Sumavil |
| 5 de agosto 17:00 Relatório | 21                 | Set 1 Set 2 | 17 18                 | Estádio da Torre Eiffel, Paris Público: 10 105 Árbitro(s): ESP José Padron ARG Osvaldo Sumavil |

| 5 de agosto 22:00 Relatório | QAT Cherif–Ahmed | 2–0         | CHI E. Grimalt–M. Grimalt | Estádio da Torre Eiffel, Paris Público: 10 713 Árbitro(s): BRA Giseli Amantino USA Brigham Beatie |
| 5 de agosto 22:00 Relatório | 21               | Set 1 Set 2 | 14 13                     | Estádio da Torre Eiffel, Paris Público: 10 713 Árbitro(s): BRA Giseli Amantino USA Brigham Beatie |

### Quartas de final
| 6 de agosto 17:00 Relatório | GER Ehlers–Wickler | 2–0         | NED Boermans–De Groot | Estádio da Torre Eiffel, Paris Público: 10 269 Árbitro(s): SRB Robert Leko POR Rui Carvalho |
| 6 de agosto 17:00 Relatório | 22 21              | Set 1 Set 2 | 20 15                 | Estádio da Torre Eiffel, Paris Público: 10 269 Árbitro(s): SRB Robert Leko POR Rui Carvalho |

| 6 de agosto 18:00 Relatório | BRA Evandro–Arthur | 0–2         | SWE Åhman–Hellvig | Estádio da Torre Eiffel, Paris Público: 10 629 Árbitro(s): ITA Davide Crescentini CAN Brian Hiebert |
| 6 de agosto 18:00 Relatório | 17 16              | Set 1 Set 2 | 21                | Estádio da Torre Eiffel, Paris Público: 10 629 Árbitro(s): ITA Davide Crescentini CAN Brian Hiebert |

| 7 de agosto 21:00 Relatório | ESP Herrera–Gavira | 0–2         | NOR Mol–Sørum | Estádio da Torre Eiffel, Paris Público: 10 425 Árbitro(s): CAN Brian Hiebert BRA Giseli Amantino |
| 7 de agosto 21:00 Relatório | 16 17              | Set 1 Set 2 | 21            | Estádio da Torre Eiffel, Paris Público: 10 425 Árbitro(s): CAN Brian Hiebert BRA Giseli Amantino |

| 7 de agosto 22:00 Relatório | QAT Cherif–Ahmed | 2–0         | USA Partain–Benesh | Estádio da Torre Eiffel, Paris Público: 10 731 Árbitro(s): GRE Charalampos Papadogoulas ITA Davide Crescentini |
| 7 de agosto 22:00 Relatório | 14 16            | Set 1 Set 2 | 21                 | Estádio da Torre Eiffel, Paris Público: 10 731 Árbitro(s): GRE Charalampos Papadogoulas ITA Davide Crescentini |

### Semifinal
| 8 de agosto 18:00 Relatório | GER Ehlers–Wickler | 2–1               | NOR Mol–Sørum | Estádio da Torre Eiffel, Paris Público: 10 591 Árbitro(s): COL Juan Saavedra GRE Charalampos Papadogoulas |
| 8 de agosto 18:00 Relatório | 21 17 15           | Set 1 Set 2 Set 3 | 13 21 13      | Estádio da Torre Eiffel, Paris Público: 10 591 Árbitro(s): COL Juan Saavedra GRE Charalampos Papadogoulas |

| 8 de agosto 22:00 Relatório | QAT Cherif–Ahmed | 0–2         | SWE Åhman–Hellvig | Estádio da Torre Eiffel, Paris Público: 10 660 Árbitro(s): SRB Robert Leko ARG Osvaldo Sumavil |
| 8 de agosto 22:00 Relatório | 13 17            | Set 1 Set 2 | 21                | Estádio da Torre Eiffel, Paris Público: 10 660 Árbitro(s): SRB Robert Leko ARG Osvaldo Sumavil |

### Disputa pelo bronze
| 10 de agosto 21:00 Relatório | QAT Cherif–Ahmed | 0–2         | NOR Mol–Sørum | Estádio da Torre Eiffel, Paris Público: 8,904 Árbitro(s): GRE Charalampos Papdogoulas CAN Brian Hiebert |
| 10 de agosto 21:00 Relatório | 13 16            | Set 1 Set 2 | 21            | Estádio da Torre Eiffel, Paris Público: 8,904 Árbitro(s): GRE Charalampos Papdogoulas CAN Brian Hiebert |

### Final
| 10 de agosto 22:30 Relatório | SWE Åhman–Hellvig | 2–0         | GER Ehlers–Wickler | Estádio da Torre Eiffel, Paris Público: 10 088 Árbitro(s): USA Brigham Beatie ITA Davide Crescentini |
| 10 de agosto 22:30 Relatório | 21                | Set 1 Set 2 | 10 13              | Estádio da Torre Eiffel, Paris Público: 10 088 Árbitro(s): USA Brigham Beatie ITA Davide Crescentini |

## Classificação final
| Pos.              | Dupla                     |
| ----------------- | ------------------------- |
| Medalha de ouro   | SWE Åhman–Hellvig         |
| Medalha de prata  | GER Ehlers–Wickler        |
| Medalha de bronze | NOR Mol–Sørum             |
| 4                 | QAT Cherif–Ahmed          |
| 5                 | BRA Evandro–Arthur        |
| 5                 | ESP Herrera–Gavira        |
| 5                 | NED Boermans–De Groot     |
| 5                 | USA Partain–Benesh        |
| 9                 | BRA George–André          |
| 9                 | CHI E. Grimalt–M. Grimalt |
| 9                 | CUB Díaz–Alayo            |
| 9                 | CZE Perušič–Schweiner     |
| 9                 | ITA Cottafava–Nicolai     |
| 9                 | NED Van de Velde–Immers   |
| 9                 | POL Bryl–Łosiak           |
| 9                 | USA Evans–Budinger        |
| 17                | AUS Hodges–Schubert       |
| 17                | CAN Schachter–Dearing     |
| 19                | AUS Nicolaidis–Carracher  |
| 19                | AUT Hörl–Horst            |
| 19                | FRA Bassereau–Lyneel      |
| 19                | FRA Krou–Gauthier-Rat     |
| 19                | ITA Ranghieri–Carambula   |
| 19                | MAR Abicha–El Graoui      |